# We Are the Champions
«We Are the Champions» (en español: «Somos los Campeones») es una balada compuesta por Freddie Mercury, vocalista de la banda de rock británica Queen, para su álbum News of the World, de 1977. Es una de sus canciones más célebres y populares, y uno de los himnos más reconocidos del rock. El sencillo fue un éxito mundial: alcanzó el segundo puesto en la lista UK Singles Chart, y el cuarto en el Billboard Hot 100 en los Estados Unidos. En 2009, "We Are the Champions" fue incluido en el Premio del Salón de la Fama de los Grammy, y en 2005 fue elegida como la canción favorita en una encuesta mundial organizada por Sony Ericsson.
"We Are the Champions" se ha convertido en un himno de las victorias deportivas; y ha sido utilizada o referida varias veces en distintos ámbitos de la cultura popular. Numerosos artistas han realizado su propia versión del sencillo.

## Versión original de Queen

### Música
Compuesta por Freddie Mercury, "We Are the Champions" se construyó basándose en la respuesta del público. Brian May dijo que la banda deseaba que la audiencia cantara y se meciera a su ritmo, para obtener un resultado unificador y positivo. 
La canción fue compuesta en el año 1975 con la intención de publicarla en el álbum A Night at the Opera pero Freddie Mercury consideró que en dicho álbum no iba a cuadrar  bien y se publicó dos años después. 
En lo que respecta a la música, se basa principalmente en la parte de Mercury al piano, con Roger Taylor en la batería y John Deacon en el bajo. May grabó por sobreimpresión partes en guitarra, al principio sutiles, para finalizar con un "solo" en simultáneo con el último estribillo. Mercury utilizó varios acordes de jazz y diferentes armonías vocales en los estribillos. La voz principal es muy demandante y estridente: una de las actuaciones más notables de Mercury se llevó a cabo en el concierto Live Aid, en el Estadio de Wembley (1923), Londres, en el año 1985.

### Sencillo junto a We Will Rock You
El sencillo se publicó con la canción We Will Rock You como cara B, y en Estados Unidos se publicó como doble cara A también junto a We Will Rock You. Las dos canciones solían tocarse en simultáneo al final de los conciertos de Queen, y en ocasiones suenan juntas en emisiones radiales (según el orden del álbum).

### Recepción del público
En 1977-1978, "We Are the Champions" fue lanzado como sencillo en varios países. Alcanzó el segundo puesto en la lista del Reino Unido, UK Singles Chart; el cuarto puesto en la Billboard de los Estados Unidos; entró en el top 10 en Irlanda, los Países Bajos y Noruega, y en el top 15 en Alemania, Austria y Suecia.
En 1992, 1993 y 1998, el sencillo fue relanzado en Francia, donde permaneció durante cuarenta y cinco semanas en las listas y alcanzó los puestos número 19, 14 y 10, respectivamente, durante la Copa Mundial de Fútbol de 1998.

### En directo
La canción se interpretó en todas las giras de Queen desde el News of the World Tour de 1977-78 hasta el Magic Tour de 1986 (la última de la banda con Freddie Mercury), casi siempre en penúltimo lugar, precedida por We Will Rock You (en el Magic Tour, Friends Will Be Friends se situó entre las dos), y seguida por la versión del himno inglés God Save the Queen, con el que la banda se despedía del público.
También formó parte del Live Aid de 1985, dentro de los 20 minutos correspondientes de actuación de la banda.
Se utilizó también al final del Concierto Tributo a Freddie Mercury en 1992, siendo interpretada por Liza Minnelli, acompañada de fondo por el resto de participantes en el evento.
Siempre en penúltimo lugar del set list, la canción siguió formando parte también del repertorio en directo de Queen + Paul Rodgers entre 2005 y 2009. Y, posteriormente, sigue formando parte del repertorio de Queen + Adam Lambert desde el 2012 en adelante.

### Créditos
- Freddie Mercury: voz principal, piano, voz secundaria
- Brian May: guitarra eléctrica, voz secundaria
- John Deacon: bajo eléctrico
- Roger Taylor: batería, voz secundaria

### Listas
| Disco de vinilo (lanzamiento de 1977) 1. «We Are the Champions» — 3:00 2. «We Will Rock You» — 2:10 CD de 3 pistas (lanzamiento de 1988) 1. «We Are the Champions» — 3:02 2. «We Will Rock You» — 2:02 3. «Fat Bottomed Girls» — 3:23 | Grabación en CD (lanzamiento de 1992) 1. «We Are the Champions» — 2:59 2. «We Will Rock You» / «We Are the Champions» — 5:00 |

### Certificaciones
| País    | Certificación | Fecha                    | Ventas certificadas | Ventas físicas |
| ------- | ------------- | ------------------------ | ------------------- | -------------- |
| Francia | Oro           | 1978                     | 500 000             | 624 000+       |
| Francia | Plata         | 30 de septiembre de 1998 | 125 000             | 165 000+       |
| U.S.    | Platino       | 25 de abril de 1978      | 2 000 000           |                |

### Rankings
| Ranking (1977/78)                | Máxima posición |
| -------------------------------- | --------------- |
| Austria                          | 12              |
| Dutch Top 40                     | 2               |
| Alemania                         | 13              |
| Irlanda                          | 3               |
| Noruega                          | 6               |
| Suecia                           | 14              |
| Reino Unido                      | 2               |
| U.S. Billboard Pop Singles       | 4               |
| Ranking (1993/94)                | Máxima posición |
| Países Bajos                     | 27              |
| Francia                          | 14              |
| Ranking (1998)                   | Máxima posición |
| Francia                          | 10              |
| Ranking (2006)                   | Máxima posición |
| U.S. Billboard Hot Digital Songs | 61              |

| Ranking de fin de año (1978) | Posición |
| ---------------------------- | -------- |
| Austria                      | 25       |
| Ranking de fin de año (1998) | Posición |
| Francia                      | 72       |

## Otras versiones y samplings
Varios artistas han realizado versiones propias de "We Are the Champions":
- En 1978 la cantante italiana Mina Mazzini interpreta "We Are The Champions" en su último concierto público, retransmitido en varios países directo desde la Bussoladomani, Italia.
- En 1996, el músico Scatman John interpretó "We Are the Champions" junto con otros artistas para el compilado Queen Dance Traxxx.[17]
- En 1997 se publica Tributo a Queen: Los Grandes del Rock en español, un disco homenaje ala banda inglesa Queen en donde la agrupación española La Unión hace la versión de este tema titulada "Somos Campeones"
- En 1997, la banda alemana J.B.O. realizó una parodia de la canción, titulada "Wir sind die Champignons" (Somos los champiñones).[18]
- En 2001, Robbie Williams, junto con los miembros Queen Brian May y Roger Taylor grabaron el sencillo para la banda sonora de la película A Knight's Tale, del mismo año.[19]
- También en 2001, Florent Pagny realizó un dueto con David Hallyday e incluyó su versión en el álbum 2.
- En 2003, la banda neoyorquina Das Oath grabó el sencillo para su álbum Über Alles.[20]
- Ese mismo año, Jean-Sébastien Lavoie, un participante del programa televisivo francés Nouvelle Star, realizó su versión del tema, la cual alcanzó el puesto 38 en las listas francesas y el 53 en las listas suizas.[21]
- En 2004, William Hung grabó la canción para su álbum Hung for the Holidays.
- En 2005, Gavin DeGraw la interpretó para el álbum Killer Queen: A Tribute to Queen.[22]
- En 2010, elenco del musical off-Broadway Avenue Q realizó sus versiones de "We Will Rock You" y "We Are The Champions" en un video paródico de la versión de "Bohemian Rhapsody" de los Muppets.[23]
- Ese mismo año la banda de Punk Mayday Parade hizo una versión para el álbum recopilatorio Punk Goes Classic Rock
- En 2012, se interpreta en el episodio Nationals de la serie Glee.

## En la cultura popular
- La canción se ha interpretado regularmente para celebrar las victorias deportivas. Fórmula 1 Fernando Alonso y Jenson Button han cantado la canción, tanto después de cruzar la línea de meta para convertirse en campeones del mundo de pilotos. Varios políticos de todo el mundo han jugado como un canto de victoria después de ganar una elección. En la Liga Nacional de Hockey, cuando un equipo gana la Copa Stanley, así como la Premier League, cuando un equipo gana la liga, la canción se interpreta siempre.

- La canción se puede escuchar en muchos videojuegos de música (Guitar Hero: On Tour serie Pro Evolution Soccer 2, Taiko no Tatsujin serie, The Matrix: Path of Neo y Lego Rock Band), películas (incluyendo de Alta Fidelidad, D2: The Mighty Ducks, What Happens in Vegas, A Knight's Tale, Kicking & Screaming, Chicken Little, You Again, Happy Feet Two y La Venganza de los Nerds) y series de televisión (incluidos los de Friends, South Park, tres episodios de Los Simpson (en "The War of the Simpsons", "Wild Barts Can't Be Broken" y "She Used to Be My Girl"), la 5 ª temporada de Los Soprano, Drawn Together, Malcolm in the Middle, donde Hal muestra sus habilidades de patinaje, South Park, de Stanley Cup So You Think You Can Dance en 2007, The Big Bang Theory, Ángel, Regular Show y un episodio de Robot Chicken llamado "Unionizing Our Labor"), Pulentos (primera temporada) episodio "Malas Juntas", En mayo de 2012, la canción fue interpretada en Glee en episodio Nationals, y características The Graduation Album. Cuando los New York Yankees ganaron la Serie Mundial de béisbol de 2009, la canción se reproduce tan pronto como Mariano Rivera consiguió el último fuera.

- El programa humorístico Todo x $2, que se emitió en Argentina a fines de los 90 y comienzos de los 2000, incluyó en su ranking musical una versión con la letra modificada bajo el título 'Cuida a los chanchos, Mabel', cantada por el personaje ficticio Anthony Queen (un juego de palabras con el nombre del actor Anthony Quinn y de la banda Queen). El video musical representa la letra, en la cual el supuesto cantante, cuya apariencia es similar a la de Mercury, reprende a una mujer (identificada como Mabel) por su habitual descuido que provoca que pequeños cerdos causen destrozos en el departamento que habitan. El video fue publicado por varias cuentas en YouTube y cuenta con decenas de miles de reproducciones.

- En Chile, en las elecciones municipales de 2008, Ricardo Jeldes realizó el plagio de una canción en YouTube. La canción fue usada en la campaña de comercial Cerveza Cristal "Salgamos Jugando", en la promo de TVN Mundial de Gimnasia Artística en 2006 1, en 2014, la canción fue utilizada la promo de Mentiras verdaderas de La Red desde marzo.

- Esta canción, junto con "We Will Rock You", fue parte de un popurrí de dos temas cantados por Mickey Mouse, el Pato Donald y Goofy en el álbum de Disney Mickey Sports Songs.

- Es una canción popular dentro del fenómeno de recordar cosas inexistentes llamado "Efecto Mandela", esta canción dio que hablar debido al final de la pieza. Muchos recuerdan que después de la última estrofa entonada por Freddy Mercury "We are champions...", luego le sigue "of the world...". Esto está lejos de ser comprobado, puesto que es solo un mito, sin embargo, algunas personas dicen tener una versión de estudio donde la canción finaliza con el "of the world..." cuando en realidad las únicas versiones donde la canción termina así es en los shows en vivo.